# Hans-Erich Teitge
Hans-Erich Teitge (* 4. Februar 1926 in Gardelegen; † 17. Februar 2000 in Berlin) war ein deutscher Bibliothekar und Handschriftenforscher.

## Leben
Hans-Erich Teitge studierte Germanistik, Geographie, Geschichte und Pädagogik und promovierte 1950 an der Universität Halle/S., im gleichen Jahr legte er auch das Staatsexamen für das höhere Lehramt ab. Nach kurzer Tätigkeit an der Universitätsbibliothek Halle und der Bibliothek der Leuna-Werke trat er 1951 als Bibliotheksreferendar an der Öffentlichen Wissenschaftlichen Bibliothek in Berlin (später: Deutsche Staatsbibliothek) in die Ausbildung für den höheren Bibliotheksdienst ein und legte 1953 hierfür die Fachprüfung ab. Von 1953 bis 1991 war er dann an der Deutschen Staatsbibliothek tätig, seit 1967 als Leiter der Handschriftenabteilung und des Literaturarchivs. 1987 habilitierte er sich an der Berliner Humboldt-Universität und wirkte als Dozent für Buchkunde an dieser Hochschule.
Teitge beschäftigte sich vor allem mit der Erfassung und Erschließung von Handschriften in wissenschaftlichen Bibliotheken und publizierte über historische Bucheinbände, Handschriften und historische Drucke. Außerdem wirkte er als Herausgeber hierfür einschlägiger Schriftenreihen.

## Schriften (Auswahl)
- Froumund von Tegernsee und die ahd. Priscianglossen. Dissertation Universität Halle 1950 (wieder abgedruckt in: Berliner Manuskripte und Viadrina-Drucke. Kleine Schriften, 2004, S. 13–88).
- Periodica historica. Historische Zeitschriften in Berliner Bibliotheken; Stand vom 31. Dezember 1960. Staatsbibliothek Berlin 1961.
- (Hrsg.): Theodor Storms Briefwechsel mit Theodor Mommsen. Böhlau, Weimar 1966.
- Theodor Storm. Bibliographie. Staatsbibliothek Berlin 1967.
- (Hrsg.): Fontanes Realismus. Akademie-Verlag, Berlin 1972.
- (mit Hans Lülfing): Handschriften und alte Drucke. Kostbarkeiten aus Bibliotheken der DDR. Reichert, Wiesbaden 1981, ISBN 3-88226-103-X.
- (Mithrsg.): Kostbarkeiten der Deutschen Staatsbibliothek. Reichert, Wiesbaden 1986, ISBN 3-88226-274-5.
- (Hrsg.): Handschriften zur Geschichte Berlins und der Mark Brandenburg. Eine Auswahl aus den „Manuscripta Borussica“ der Deutschen Staatsbibliothek (bearb. von Helga Döhn) (= Handschrifteninventare der Deutschen Staatsbibliothek, Bd. 11). Staatsbibliothek Berlin 1988, ISBN 3-7361-0033-7.
- Der Buchdruck des 16. Jahrhunderts in Frankfurt an der Oder. Verzeichnis der Drucke (= Beiträge aus der Staatsbibliothek zu Berlin –  Preußischer Kulturbesitz, Bd. 11). Reichert, Wiesbaden 2000, ISBN 3-89500-164-3 (Habilitationsschrift Humboldt-Universität Berlin 1987).
- Berliner Manuskripte und Viadrina-Drucke. Kleine Schriften (= Spolia Borolinensia, Bd. 20). Weidmann, Hildesheim 2004, ISBN 3-615-00288-1 (Bibliographie Hans-Erich Teitge, S. 297–303).

Festschrift
- Ursula Winter (Hrsg.): Handschriften, Sammlungen, Autographen. Forschungsergebnisse aus der Handschriftenabteilung (= Beiträge aus der Deutschen Staatsbibliothek, Bd. 8). Deutsche Staatsbibliothek Berlin 1990, ISBN 3-7361-0056-6.